# بخش بلفور
بخش بلفور (به فرانسوی: Arrondissement de Belfort) یک بخش در فرانسه است که در تریتوآر دو بلفور واقع شده‌است.